# The Stage (revista)
The Stage es un periódico semanal y sitio web británico que cubre la industria del entretenimiento y, en particular, el teatro. Fue fundada en 1880 y contiene noticias, reseñas, opinión, reportajes y publicidad de contratación, principalmente dirigida a quienes se desempeñan en el teatro y las artes escénicas.

## Historia
La primera edición de The Stage se publicó bajo el título de The Stage Directory - a London and Provincial Theatrical Advertiser el 1 de febrero de 1880 a un costo de tres peniques antiguos por doce páginas. La publicación fue mensual hasta el 25 de marzo de 1881, cuando se produjo la primera edición semanal. Al mismo tiempo, el nombre se acortó a The Stage y la publicación se reinició bajo el número 1.
La publicación fue una empresa conjunta entre el editor fundador Charles Lionel Carson y el gerente comercial Maurice Comerford. Operó desde las oficinas frente al Theatre Royal Drury Lane. Carson, cuyo verdadero nombre era Lionel Courtier-Dutton, fue citado como el fundador. Su esposa, Emily Courtier Dutton, fundó más tarde varias organizaciones benéficas teatrales.
The Stage entró en un mercado abarrotado, con muchos otros títulos de teatro (incluido The Era) en circulación. Socavando a sus rivales, Carson y Comerford redujeron el precio del periódico a un centavo; pronto se convirtió en el único título que quedaba en el campo.
El periódico se ha mantenido en propiedad familiar. Tras la muerte en 1937 del hijo de Charles Carson, Lionel, que había asumido el papel conjunto de director gerente y editor, el control pasó a la familia Comerford.
Desde 1995, el periódico ha otorgado los premios The Stage Awards a la excelencia actoral en el Festival Fringe de Edimburgo.
En 2004, el colaborador Simon Blumenfeld, de 96 años, fue reconocido por el Libro Guinness de los récords como el columnista de un periódico semanal más veterano del mundo. La columna continuó hasta poco antes de su muerte en 2005.
Los Stage Awards se lanzaron en 2010. Se otorgan anualmente y reconocen a las organizaciones destacadas que trabajan en el teatro y más allá en las siguientes categorías: teatro de Londres, teatro regional, productor, escuela, teatro marginal, construcción de teatro, héroe anónimo e internacional.
En agosto de 2013, The Stage lanzó The Stage Castings, un servicio de casting en línea con una función de audición por vídeo.
En mayo de 2019, The Stage se asoció con la Fundación Andrew Lloyd Webber y UK Theatre para lanzar Get Into Theatre, un sitio web dedicado a las carreras teatrales.

## Carreras iniciadas a través deThe Stage
- En 1956, el escritor John Osborne presentó su guion para Look Back in Anger en respuesta a un anuncio del Royal Court Theatre.[7]

- Dusty Springfield respondió a un anuncio de cantantes femeninas en 1958.[7]

- Idris Elba consiguió su primer papel como actor en una obra de teatro después de solicitar un puesto de trabajo en el periódico.

- Harold Pinter obtuvo su primer trabajo después de responder a un anuncio y Kenneth Branagh consiguió el papel principal en The Billy Trilogy, en la serie de BBC Play for Today, después de que se anunciara en el periódico.[8]

- La creación del Teatro Internacionalista se anunció por primera vez en el editorial de The Stage en abril de 1981.[9]

- Ricky Tomlinson respondió a un anuncio para United Kingdom, Play for Today, en 1981 y Sandi Toksvig consiguió su primer trabajo en televisión interpretando el papel de Ethel en No. 73 después de responder a un anuncio en The Stage.[7]

- La presentadora de televisión Maggie Philbin ganó su primer papel importante, como copresentadora de Multi-Coloured Swap Shop, después de responder a un anuncio en The Stage.[10]

- Varios grupos pop han reclutado a todos o algunos de sus miembros a través de anuncios colocados en el periódico, sobre todo las Spice Girls en 1994, Scooch en 1998 y 5ive en 1997. Lee Mead, el actor que ganó el concurso de talentos de BBC One Any Dream Will Do para obtener el papel principal en Joseph and the Amazing Technicolor Dreamcoat, consiguió su primer trabajo profesional trabajando en un crucero, a través de un anuncio de contratación en el periódico.

- El presentador de televisión Ben Shephard hizo una audición para el programa infantil Diggit de GMTV después de un anuncio en The Stage. Si bien no consiguió el papel, conoció a Andi Peters, quien posteriormente lo contrató para el canal juvenil T4 de Channel 4.

- Charles Dance consiguió su primer papel en un teatro galés y Alexandra Burke declaró en una entrevista: «Mi madre solía comprar The Stage todo el tiempo para las audiciones para mí.[11] Así fue como llegué al programa de talentos de la BBC Star for a Night con Jane McDonald».[12]

- La actriz ganadora del premio Olivier, Sharon D. Clarke, encontró su primer papel en el Battersea Arts Center a través de un anuncio de audición en el periódico.[13]

- Lisa Scott-Lee reveló que la banda de pop Steps se formó a través de un anuncio en The Stage.[14]

- Sir Michael Caine declaró en una entrevista con Steve Wright en BBC Radio 2 que al comienzo de su carrera aplicó para papeles de actuación que encontró en The Stage.[15]

## Editores
- 1880–1901: Charles Carson
- 1901–1904: Maurice Comerford
- 1904–1937: Lionel Carson
- 1937–1943: Bernard Weller
- 1943–1952: S. R. Littlewood
- 1952–1972: Eric Johns
- 1972–1992: Peter Hepple
- 1992–1994: Jeremy Jehu
- 1994–2014: Brian Attwood
- 2014–2017: Alistair Smith (edición impresa) y Paddy Smith (en Internet)
- 2017–presente: Alistair Smith